# Tim Graham (atleta)
Timothy Joseph Michael Graham, detto Tim (31 maggio 1939), è un ex velocista britannico, specializzato nei 400 metri piani.

## Palmarès
- Giochi olimpici

Tokyo 1964: argento nella staffetta 4×400 metri.